# Theodor Zeise

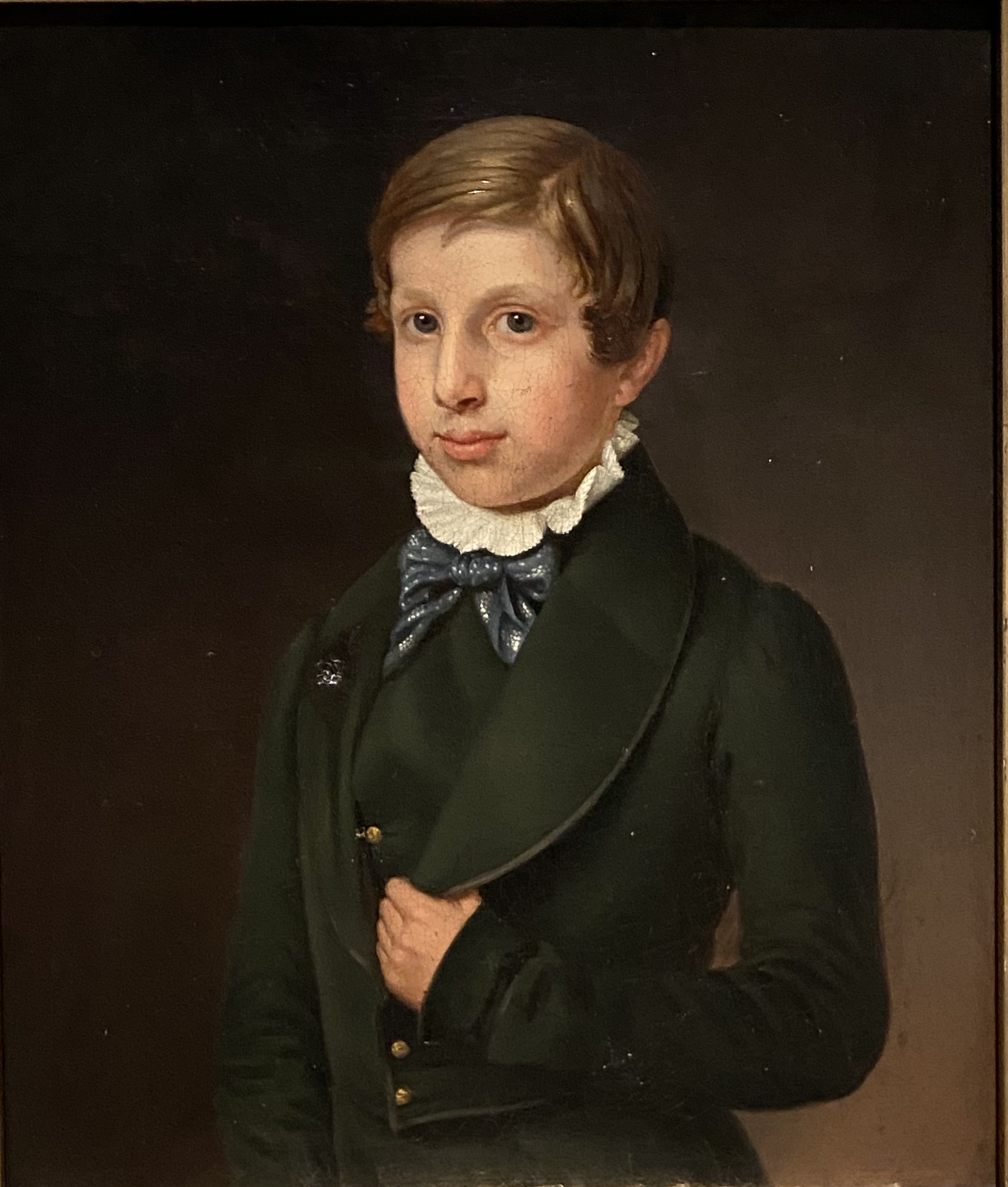
Theodor Zeise (Jugendbildnis, 1836) im Altonaer Museum.

Theodor Zeise (* 6. April 1826 in Altona; † 22. Februar 1890 ebenda) war ein deutscher Fabrikant.

## Leben und Wirken

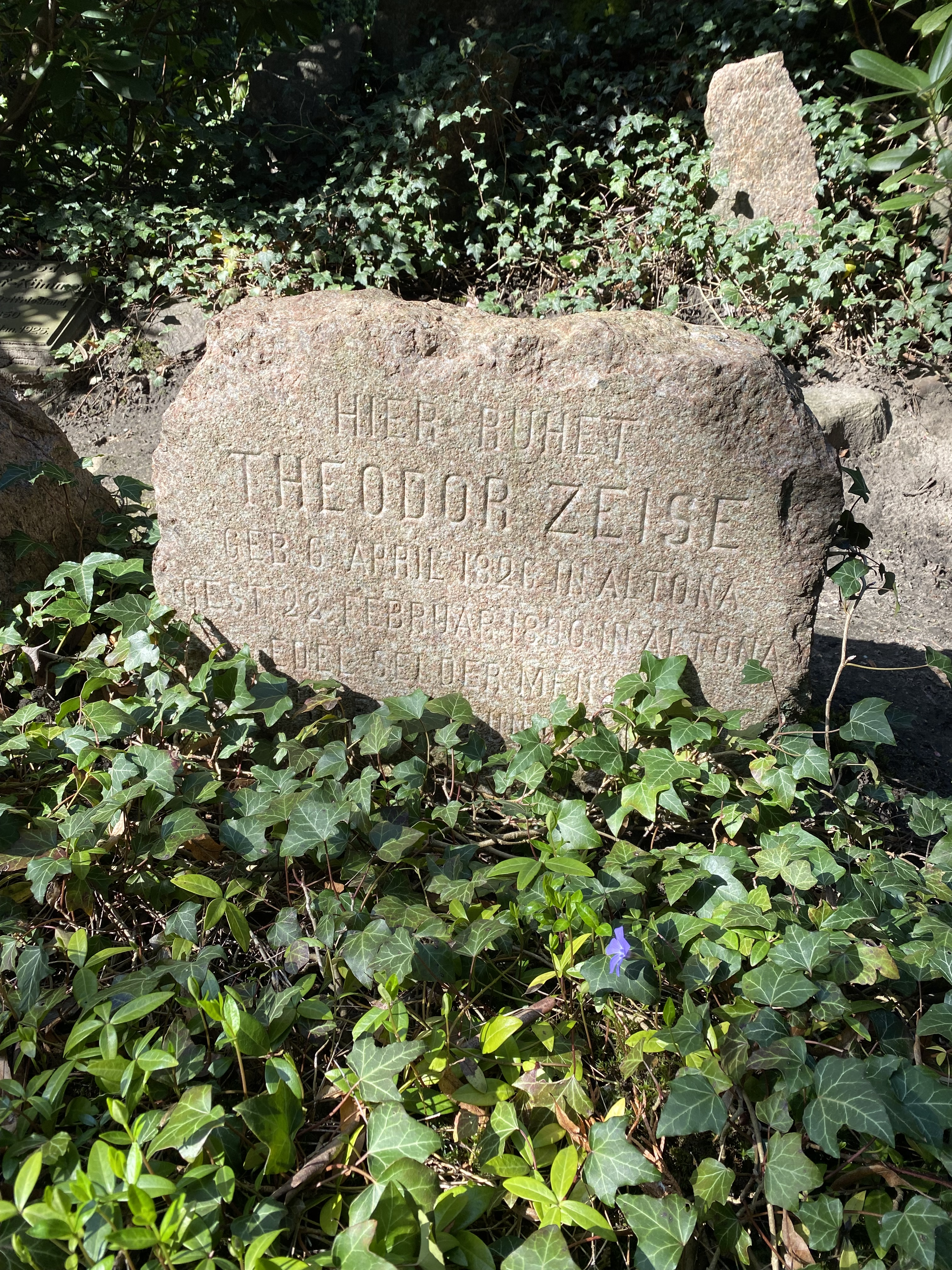
Grabstätte auf dem Hamburger Friedhof Bornkamp

Theodor Zeise war als Mitglied der Familie Zeise ein Sohn des Fabrikanten Heinrich Zeise und dessen Ehefrau Julie, geborene Cordts. Er hatte zwei Schwestern und zwei Brüder, darunter den Dichter Heinrich Zeise.
Von Ostern 1834 bis Ostern 1842 lernte Zeise an der Altonaer Privatschule von Michael Andresen. Danach erhielt er eine vierjährige Ausbildung im Maschinenbau bei Schweffel & Howaldt in Kiel. Im Herbst 1846 begann er ein Studium an der Polytechnischen Schule Hannover. 1848 meldete er sich freiwillig für die Schleswig-Holsteinische Armee. Im Folgejahr erhielt er Urlaub, um bei Schweffel & Howaldt das Kanonenboot Von der Tann mitzubauen. Darüber hinaus produzierte er von seinem Vater bestellte Feldküchen mit.
1850 wechselte Zeise wieder zur Armee und kämpfte bei der Schlacht von Idstedt. Ende 1850 trat er aus der Armee aus und ging kurzzeitig erneut zu Schweffel & Howaldt. Danach lebte er einige Monate in Magdeburg und arbeitete ab Mitte Mai 1851 für die Maschinenbauanstalt und Eisengießerei J. C. Freund & Co. in Berlin. Hier leitete er die Montage von Maschinen in Sachsen, Ungarn und Schlesien.
1853 ging Zeise nach Altona und arbeitete hier ab Mitte März als Werkführer der Gießerei und Maschinenbaufirma E. Burger. Er verfolgte das Ziel, unbedingt ein eigenes Unternehmen zu gründen, worauf er sich mehrere Jahre neben dem Hauptberuf mit dem Mechaniker Gustav Lange vorbereitete. So entstand 1865 die Fabrik „Lange & Zeise“, die zumeist transportable, aber auch größere, fest installierte Dampfmaschinen produzierte. Kunden stellten bspw. Zuckerfabriken dar.
1865 erhielt errichtete „Lange & Zeise“ eine eigene Eisengießerei. 1868 übernahm Zeise die alleinige Geschäftsführung der Gießerei. So entstand das Unternehmen Theodor Zeise. Zeise konzentrierte sich auf Gussprodukte, die insbesondere im Schiffbau zum Einsatz kamen, vornehmlich große Schiffsschrauben, die bis zu 11.000 Kilogramm wogen, 1885 nahm er seinen Sohn Alfred als Ingenieur mit in das Unternehmen auf. Sein Sohn erfand im Jahr darauf die „Zeise-Schraube“, die einen größeren Nutzwert bot und zu einer Steigerung der Produktion führte.
Zeise galt als guter Techniker und Kaufmann. Er arbeitete fleißig, ging Risiken ein und war ein beliebter Vorgesetzter, der am öffentlichen Leben teilnahm. In seiner Freizeit schuf er Öl- und Pastellgemälde und lyrische Gedichte. Beigesetzt wurde er in der Familiengrabstätte auf dem Friedhof Bornkamp im Hamburger Stadtteil Bahrenfeld.